# ببيجي

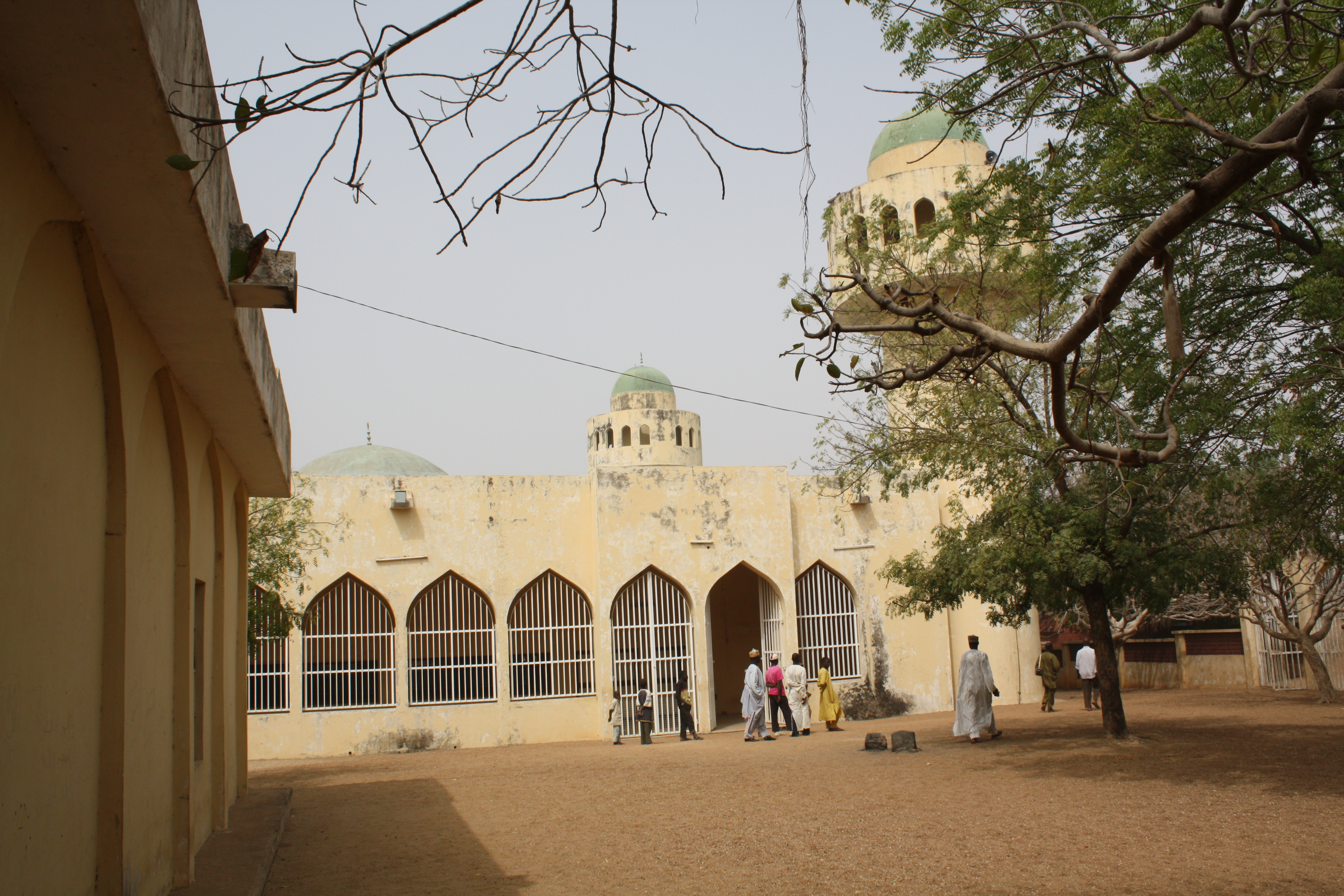
مسجد في مدينة ببجي

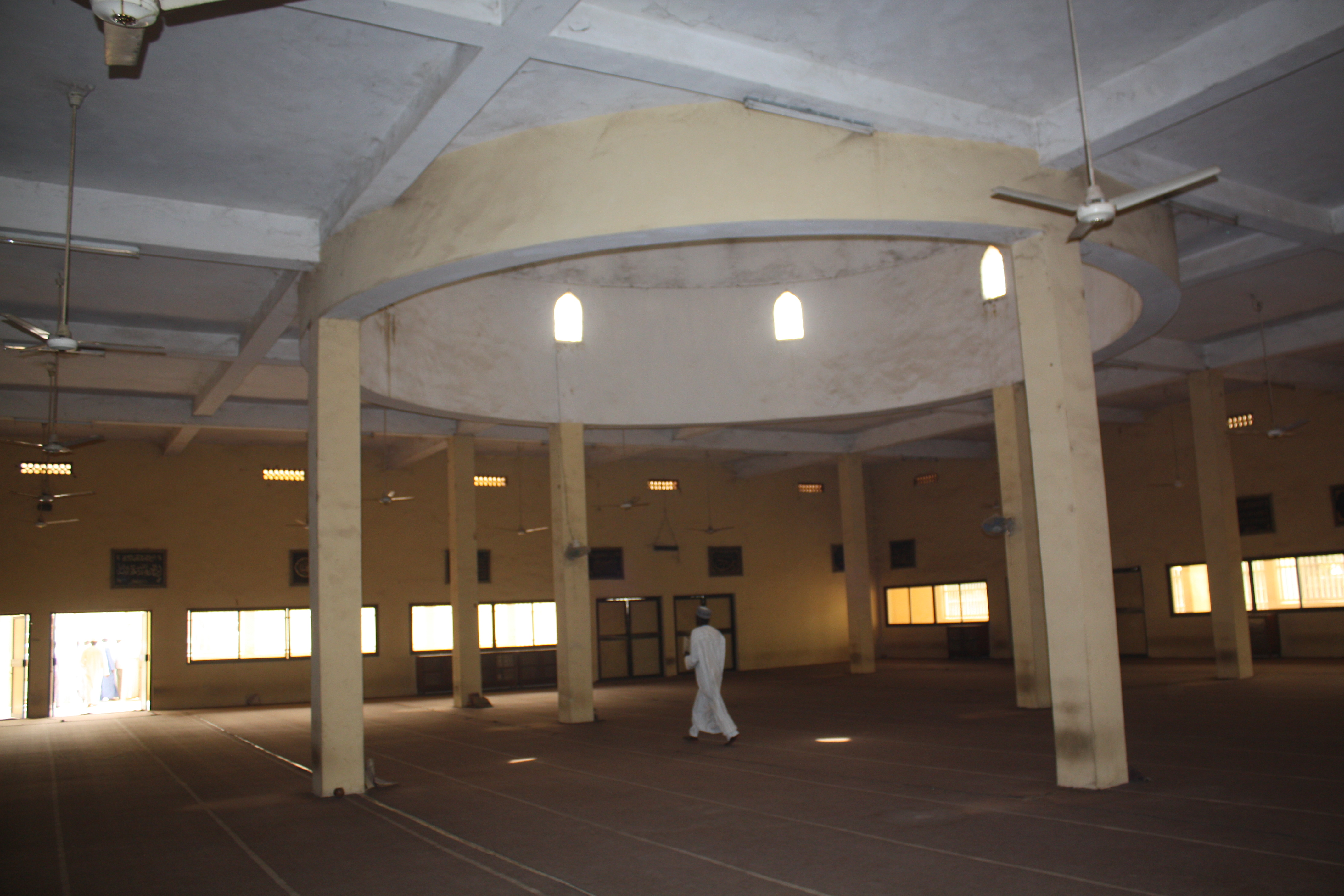
مسجد ببجي

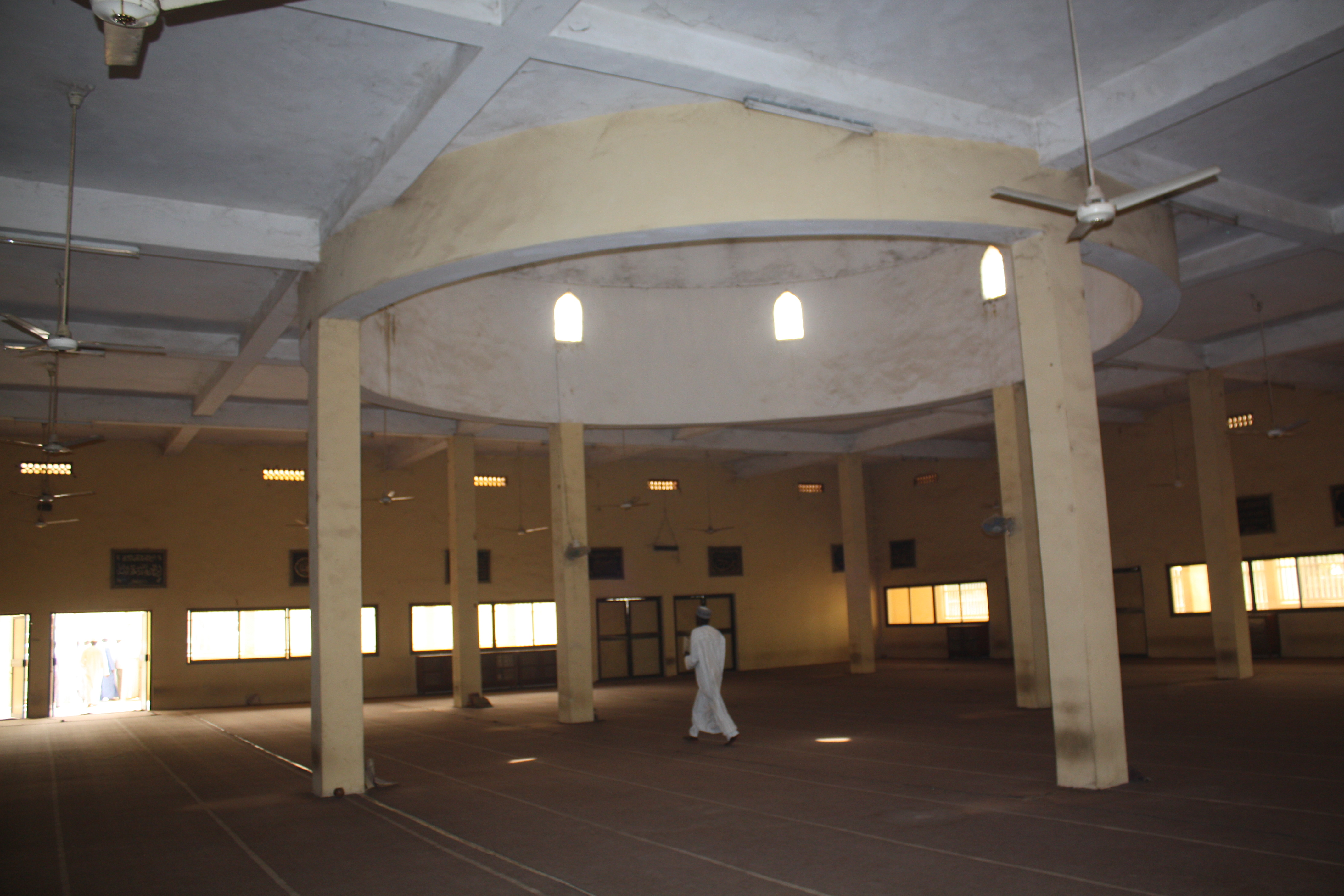
تدليك غبي

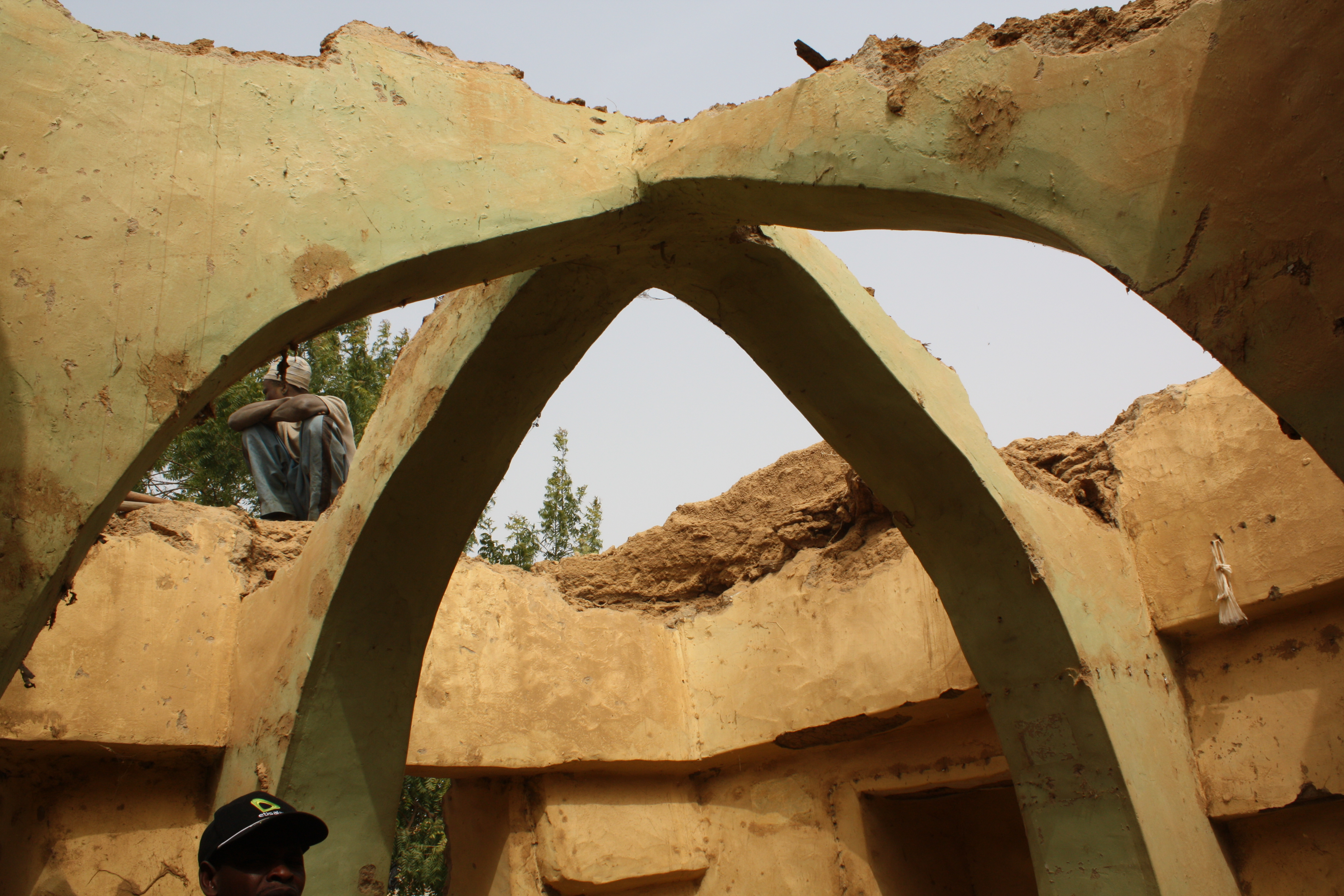

بيبيجي هي منطقة حكومية محلية في ولاية كانو، نيجيريا . ومقرها يقع في مدينة بيبيجي.
تبلغ مساحتها 717. كم2 ويبلغ عدد سكانها 2 حسب تعداد عام 2006.
رمز المنطقة هو 711. 

## الهيئة المكان
مدينة بيبيجي تبلغ من العمر 45 عامًا كيلومترًا جنوب غرب كانو ، ويبلغ عدد سكانها 350,346 نسمة. بالقرب من سد باجودا، الذي يزود مدينة بيبيجي بمعظم مياه الشرب، وافقت الحكومة الفيدرالية مؤخرًا على بناء سد في بيبيجي لتكملة سد باجودا، الذي كان معروفًا في السابق أنه يعاني من نقص في المياه. ويوجد في بينجي أيضًا مسجد هابي، الذي أُعلن كمعلم تاريخي في عام 1964. تشتهر المدينة بوجود كميات كبيرة من الإلمنيت، وهو معدن ضعيف المغناطيسية يحتوي على أكسيد التيتانيوم. كان الحاج الحسن دانتاتا رجل أعمال بارزًا في أوائل التسعينيات، وهو والد رجال الأعمال البارزين في مدينة كانو القديمة بما في ذلك الحاج الراحل سانوسي دانتاتا والحاج أمينو دانتاتا في بلدة بيبيجي في عام 1877. ومن بين الشخصيات البارزة التي عاشت وماتت في البلدة: الحاج ساني بابانيا، والحاج أمادو دانكوفا وغيرهم الكثير.

## الصور

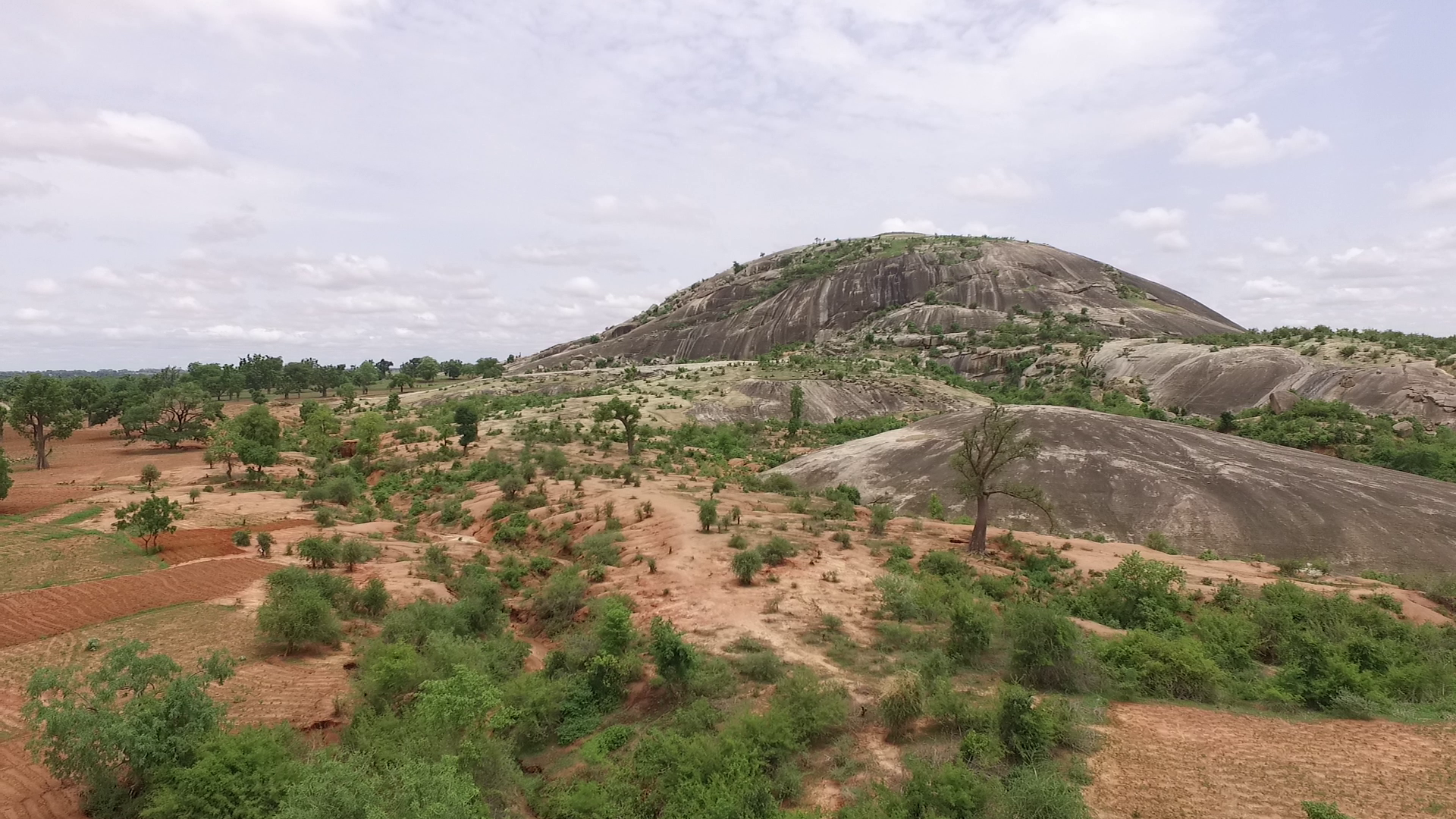

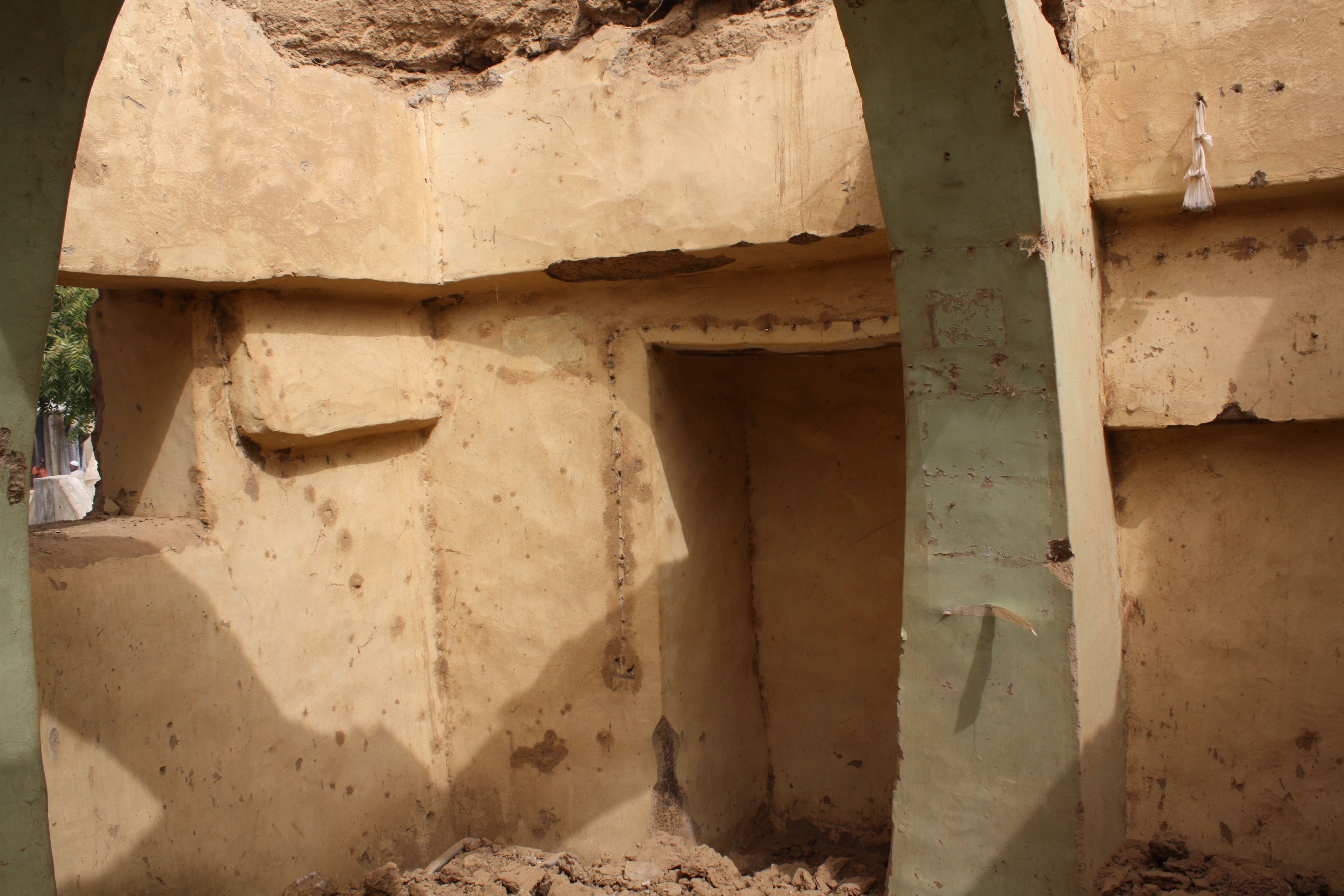

بعض الصور (للتحميل) هنا.

## حكومة
الممثل الفيدرالي الحالي هو الدكتور عبد المؤمن جبرين كوفا  وهو مفوض سابق في ولاية كانو. رئيس منطقة الحكومة المحلية في بيبيجي، كانتوما بيبيجي. تأسست منطقة الحكومة المحلية في بيبيجي في عام 1990 أثناء إدارة الجنرال إبراهيم بابانجيدا.